# Pandiatonicismo

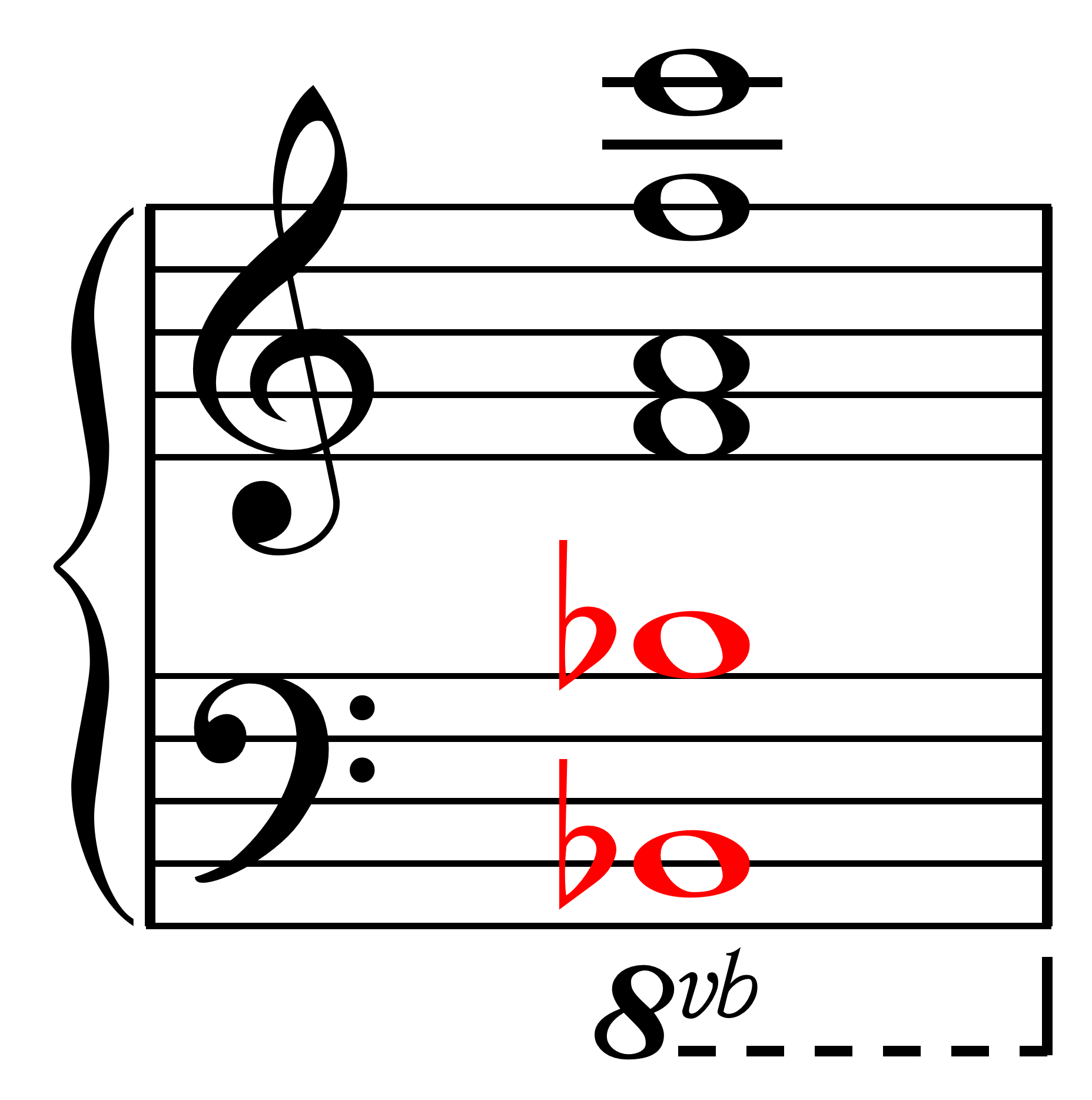

Il pandiatonicismo è una tecnica musicale di utilizzo della scala diatonica al contrario della scala cromatica, senza i limiti della tonalità funzionale. La musica che usa questa tecnica è pandiatonica.

## Storia
Il termine "pandiatonicismo" è stato coniato da Nikolaj Slonimskij nella seconda edizione di Music since 1900 per descrivere formazioni di accordi di qualsiasi numero fino a tutti i sette gradi della scala diatonica, "utilizzati liberamente in uguaglianza democratica". Le triadi con note aggiunte come la sesta, la settima o la seconda (accordi di tono aggiunti) sono le più comuni, mentre la "forma più elementare" è un basso non armonico. Secondo la definizione di Slonimsky:
La musica pandiatonica usa tipicamente le note diatoniche liberamente in combinazioni dissonanti senza risoluzioni convenzionali e/o senza progressioni di accordi standard, ma sempre con un forte senso di tonalità dovuto all'assenza di cromatiche. "Il Pandiatonicismo possiede aspetti sia tonali che modali, con una netta preferenza per le chiavi maggiori". Alcuni esempi caratteristici sono l'apertura del Concerto per pianoforte n. 3 di Sergei Prokofiev, Valse diatonique di Alfredo Casella e Pulcinella di Igor Stravinsky. "L'importanza funzionale delle triadi primarie... rimane intatta nell'armonia pandiatonica". Un punto di vista opposto sostiene che il pandiatonicismo non proietta un tonico chiaro e stabile. Il pandiatonicismo è anche definito "musica dei tasti bianchi", sebbene in realtà possano essere presenti accidenti occasionali. Altri compositori che hanno utilizzato la tecnica sono Maurice Ravel, Paul Hindemith, Darius Milhaud, Aaron Copland e Roy Harris. Il Pandiatonicismo è anche impiegato nel jazz (ad esempio, aggiunto l'accordo di sesta e di nona) e nei cluster tonali di Henry Cowell.
Slonimsky in seguito arrivò a considerare il pandiatonicismo come una controparte diatonica della tecnica dodecafonica di Arnold Schönberg, in base alla quale le melodie possono essere costituite da sette diverse note della scala diatonica e quindi essere invertite, retrogradate o entrambe. Secondo questo sistema il "contrappunto pandiatonico rigoroso" può usare progressioni di sette note diverse in ciascuna voce, senza duplicazione verticale.
Il termine è stato criticato come uno dei tanti con cui "la musica di Stravinsky, ovunque e contemporaneamente, è fatta per rappresentare o abbracciare ogni tecnica immaginabile", e che è "diventato un concetto così vago che ha poco significato o utilizzo". La musica pandiatonica è generalmente definita da ciò che non lo è, "dall'assenza di elementi tradizionali": risoluzioni cromatiche, atonali, dodecafoniche, funzionali, toniche normali e/o di dissonananza tradizionali. "È stato applicato... alla musica diatonica priva di coerenza armonica [o] ... centricità". Lo stesso Slonimsky, mentre prende in giro la definizione, cita un professore che dice che il pandiatonicismo è "Il do-maggiore che suona come l'inferno".
Esempi di pandiatonicismo includono le armonie utilizzate da Aaron Copland nel suo popolare lavoro, Appalachian Spring e la musica minimalista di Steve Reich, Philip Glass e le opere successive di John Adams. William Mann descrive This Boy dei The Beatles come "armonicamente ... uno dei più intriganti, con le sue catene di ammassi pandiatonici".( citata nella nota)

## Musica pandiatonica
Le seguenti opere musicali comprendono il pandiatonicismo.
- The Beatles
  - "She's Leaving Home"[21]
  - "This Boy"([19] cited in[20])
- Aaron Copland
  - Appalachian Spring[18]
- Claude Debussy
  - "La cathédrale engloutie" da Préludes, libro 1[7]
  - La Damoiselle élue[22]
  - "Voiles"[23]
- George Gershwin
  - Variations on "I Got Rhythm"[24]
- Maurice Ravel
  - Rigaudon, da Le tombeau de Couperin[25]
- Steve Reich
  - The Desert Music[26]
  - Tehillim[18]
- Ned Rorem
  - Quartetto per archi n. 2[27]
- Déodat de Séverac
  - "Temps de neige"[28]
- Igor Stravinsky
  - Concerto per Pianoforte e strumenti a fiato[8]
- Heitor Villa-Lobos
  - Quartetto per archi n. 10[29]